# Perytektyka

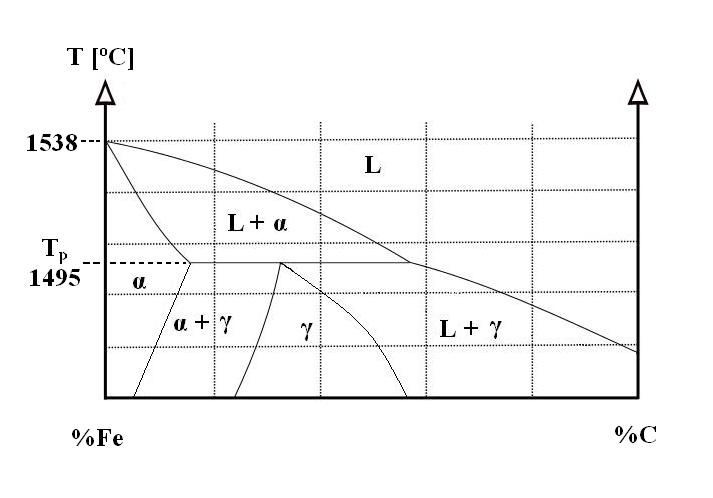
Fragment wykresu równowagi fazowej w układzie żelazo–węgiel obejmujący perytektykę (austenit γ zawierający 0,53%C w temperaturze 1495 °C)

Perytektyka (perytektyk) – składnik strukturalny stopów, faza powstająca w wyniku przemiany fazowej, która w układzie dwuskładnikowym zachodzi z udziałem fazy ciekłej (L) i dwóch faz stałych. W warunkach izobarycznych ten trójfazowy układ jest zerozmienny (reguła faz). Drugi rodzaj kryształów (perytektyka) powstaje w wyniku fazowej przemiany kryształów pierwszego rodzaju, zwykle na ich powierzchni. Przemiana perytektyczna kończy się, gdy układ odzyskuje jeden stopień swobody – zanika jedna z faz (ciecz lub pierwszy rodzaj kryształów) albo obie fazy wyjściowe (w punkcie perytektycznym).
W najlepiej znanym przypadku równowagi fazowej w układzie żelazo-węgiel przemiana perytektyczna zachodzi w temperaturze 1495 °C (TP) w zakresie małych stężeń 0,09–0,53% C. 
W pierwszym okresie krystalizacji stopów zawierających więcej niż 0,09% C, lecz mniej niż 0,17% C, z fazy ciekłej krystalizuje ferryt (faza α). Jeżeli proces jest prowadzony wolno (równowagowo), kryształy tej fazy są stosunkowo duże i zawierają niewiele defektów. W miarę krystalizacji zmniejsza się ilość cieczy i jej skład (wzrasta udział węgla). W miarę obniżania się temperatury stopniowo wzrasta ilość węgla w niewielkich przestrzeniach międzywęzłowych ferrytu. 
W temperaturze TP ilość węgla w fazie α osiąga wartość graniczną 0,09% C. Na powierzchni kryształów tej fazy pojawiają się drobne kryształy austenitu (faza γ), który charakteryzuje się większą rozpuszczalnością węgla. Powstaje perytektyka. Proces przebiega w stałej temperaturze (2 składniki, 3 fazy, zero stopni swobody). Stopniowo rośnie ilość fazy γ, a zmniejsza się ilość cieczy (L).  Przemiana perytektyczna kończy się w chwili, gdy znika faza ciekła. Od tej chwili temperatura stopu zaczyna spadać. Punkt na wykresach fazowych przemieszcza się w dół przez obszar współistnienia faz α i γ. W tym okresie stopniowo zmniejsza się ilość pierwotnych kryształów fazy α, które ulegają przemianie w drobne i zdefektowane kryształy austenitu (γ). 
W pierwszym okresie krystalizacji stopów zawierających więcej niż 0,17% C, lecz mniej niż 0,53% C, z fazy ciekłej również krystalizuje ferryt (faza α) o uporządkowanej sieci krystalicznej. W temperaturze TP, analogicznie jak w poprzednim przypadku, powstaje perytektyka. Zmniejsza się ilość cieczy (L) i względny udział pierwotnej fazy α w ogólnej masie kryształów. Przemiana perytektyczna kończy się w chwili, gdy faza α znika. Od tej chwili temperatura stopu zaczyna spadać. Punkt na wykresach fazowych przemieszcza się w dół przez obszar współistnienia faz L i γ (krystalizacja austenitu z fazy ciekłej).
Szczególnym przypadkiem jest krystalizacja stopów, w których zawartość węgla wynosi 0,17%. Początek krystalizacji jest analogiczny jak w przypadkach opisanych powyżej. Powstawanie perytektyki w temperaturze TP kończy się w chwili, gdy znikają obie fazy pierwotne (α i L). Pozostaje perytektyczny, drobnoziarnisty austenit, którego dalsze chłodzenie przebiega bez ograniczeń związanych z przemianami fazowymi (przejście od układu zerozmiennego do obszaru o 2 stopniach swobody).

## Przykłady
- żelazonikle[3]
- stale
- stopy aluminium
- stopy miedzi
- nadstopy na bazie niklu
- magnesy trwałe[4] (np. magnes neodymowy Nd2Fe14B1)[5]
- nadprzewodniki (np. nadprzewodniki metali ziem rzadkich RE1Ba2Cu3Ox)[6]
- półprzewodniki (np. CdTe-In2Te3)[7]